# Orphinus schneideri
Orphinus schneideri – gatunek chrząszcza z rodziny skórnikowatych i podrodziny Megatominae.
Gatunek ten opisany został w 2015 roku przez Jiříego Hávę na podstawie samicy odłowionej w 1993 roku. Jako miejsce typowe wskazano prowincję Mae Hong Son w Tajlandii. Epitet gatunkowy nadano na cześć Jana Schneidera, który odłowił holotyp.
Chrząszcz o owalnym ciele długości 2,3 mm i szerokości 1,5 mm. Podstawowe ubarwienie ciała jest brązowe. Grubo punktowaną głowę porastają długie, położone włoski o żółtej barwie. Oczy złożone są duże, brązowo oszczecone. Na czole leżą przyoczka. Jasnobrązowe, żółto oszczecone czułki buduje jedenaście członów, z których dwa ostatnie formują buławkę. Głaszczki są brązowe. Powierzchnia przedplecza jest delikatnie punktowana, a w tyle dysku gęsto dołkowana. Szczecinki na nim są długie, położone i mają kolor żółty. Trójkątna tarczka jest naga. Na pokrywach występują dwie pary jasnobrązowawopomarańczowych plam, z których pierwsza zakrzywiona jest wokół barków. Punktowanie pokryw jest delikatne, a oszczecinienie krótkie i żółte. Owłosienie sternitów odwłoka jest krótkie, położone i żółte.
Owad orientalny, endemiczny dla Tajlandii, znany tylko z miejsca typowego w północno-zachodniej części kraju. Spotkany został na wysokości około 1000 m n.p.m.